# Adrada de Pirón
Adrada de Pirón è un comune spagnolo di 52 abitanti situato nella comunità autonoma di Castiglia e León.